# Troides darsius
Troides darsius är en fjärilsart som först beskrevs av Gray 1853.  Troides darsius ingår i släktet Troides och familjen riddarfjärilar. Inga underarter finns listade i Catalogue of Life.

## Bildgalleri

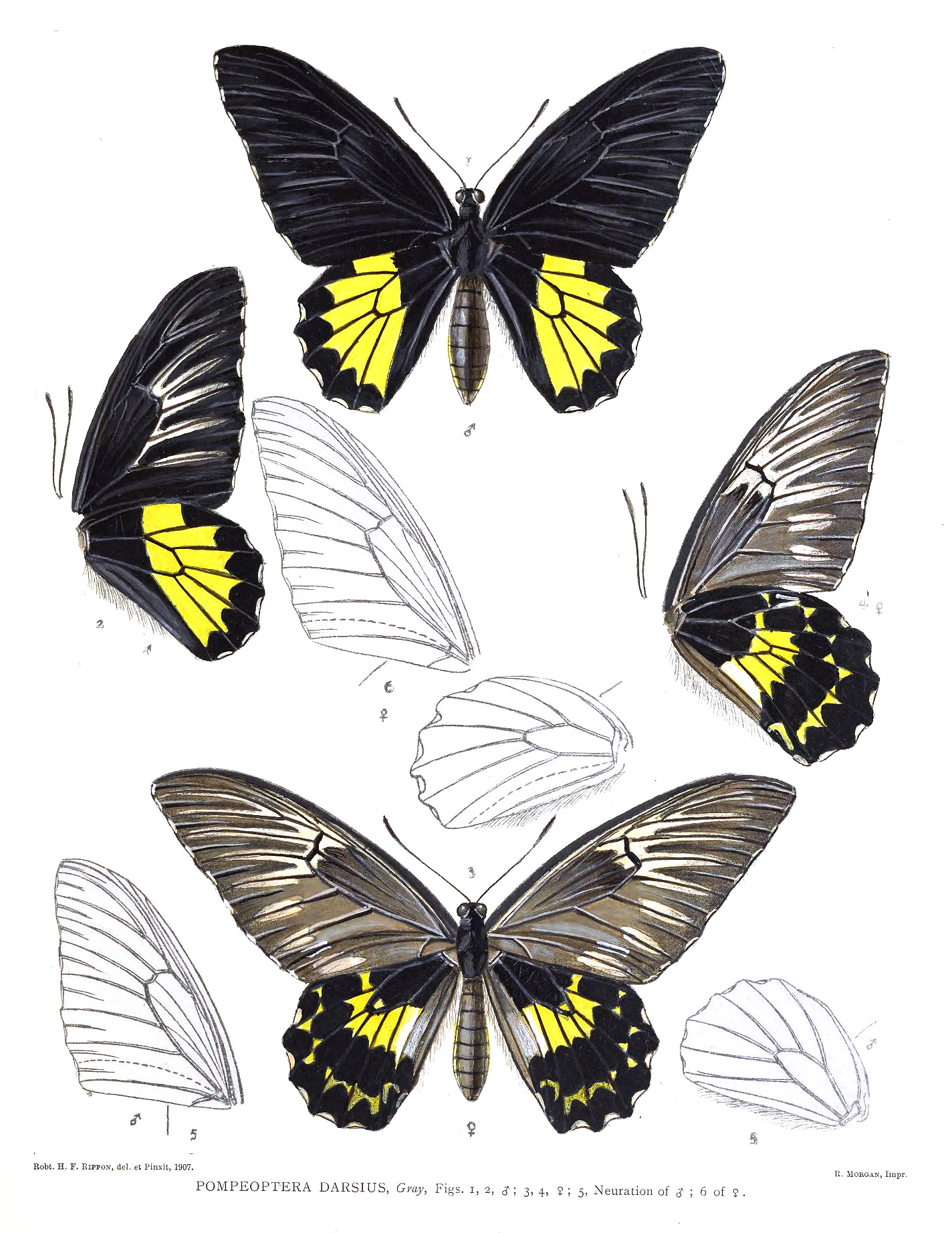
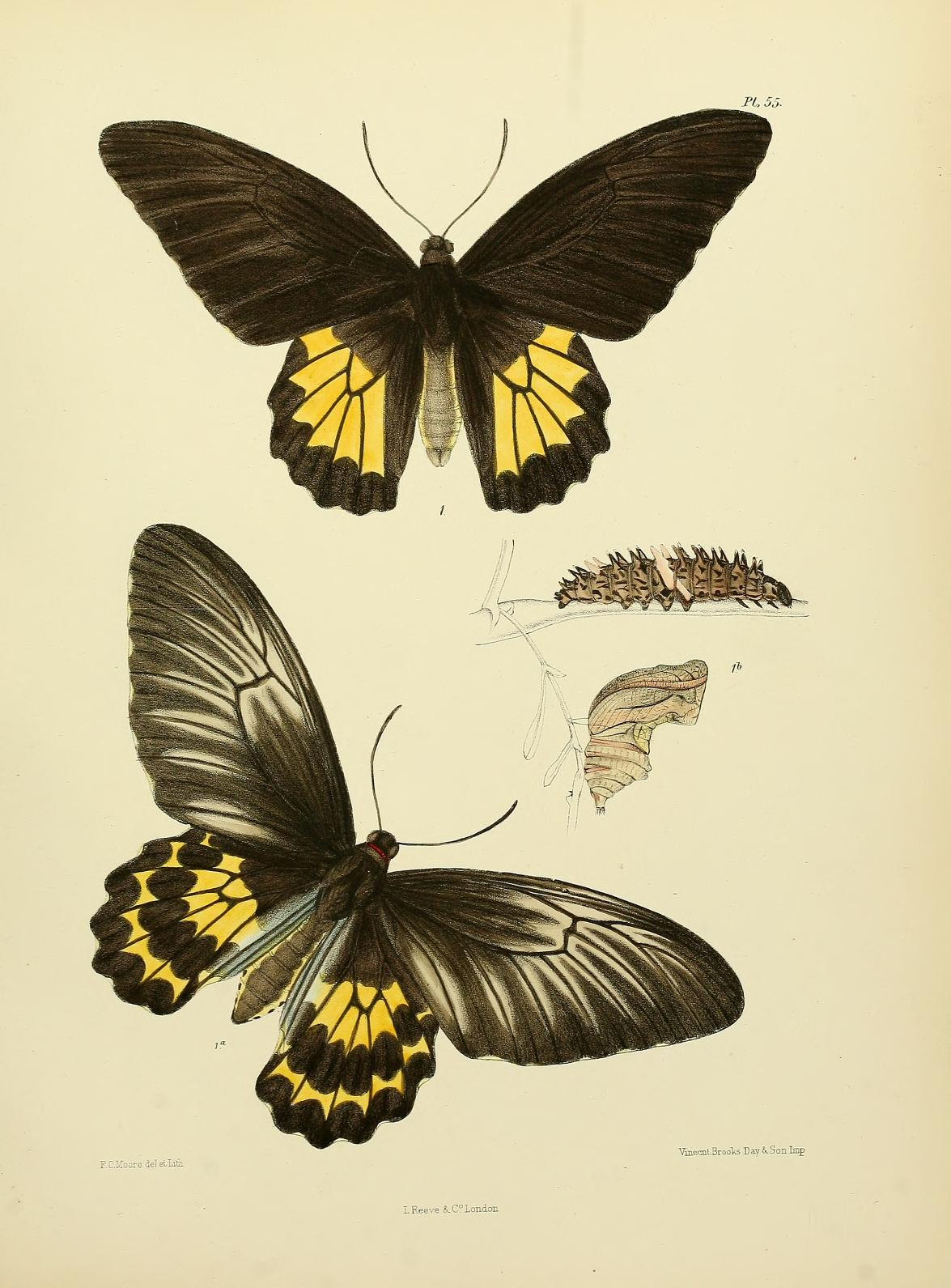